# Dziewięciozgłoskowiec jambiczny
Dziewięciozgłoskowiec jambiczny (czterostopowiec jambiczny hiperkatalektyczny) – format wiersza sylabotonicznego, w którym akcenty padają zasadniczo na sylaby parzyste. Dziewięciozgłoskowiec jambiczny zajmuje w systemie wiersza polskiego miejsce pośrednie między sylabizmem a sylabotonizmem, a jego tożsamość metryczna zależy w dużym stopniu od utrzymania średniówki (typowej dla sylabizmu) i użycia rymów męskich (typowych dla sylabotonizmu).
Dziewięciozgłoskowiec jambiczny jest bardzo popularny w poezji współczesnej, gdzie występuje między innymi w poezji Czesława Miłosza (Traktat moralny) wczesnej liryce Wisławy Szymborskiej (Konkurs piękności męskiej) i twórczości Zbigniewa Herberta (Piosenka z tomu Epilog burzy). Wcześniej stosowali go Adam Asnyk (Ta łza...), Kazimierz Przerwa-Tetmajer (Anioł Pański), Jan Kasprowicz (Krzak dzikiej róży w ciemnych smreczynach, Cisza wieczorna) i Julian Tuwim (Kwiaty polskie) Za wynalazcę polskiego dziewięciozgłoskowca jambicznego uchodzi Jan Kochanowski, choć kwestią sporną jest, czy świadomie stosował on technikę sylabotoniczną.
Współcześnie jambicznym dziewięciozgłoskowcem pisze Andrzej Topczyj
Dziewięciozgłoskowiec jambiczny występuje również w tłumaczeniach wierszy napisanych w oryginale czterostopowym jambem, głównie rosyjskich i angielskich.